# Dzhiván Gasparián
Dzhiván Gasparián (en armenio: Ջիվան Գասպարյան, en ruso: Джива́н Гаспаря́н; Solak, Armenia, 12 de octubre de 1928-6 de julio de 2021) fue un músico y compositor armenio. Era ejecutante del duduk, un instrumento de viento de doble lengüeta relacionado con el oboe.

## Carrera artística
Ha realizado giras a nivel mundial tocando música folclórica armenia. Ha colaborado con varios artistas, como Erkan Oğur, Sting, Peter Gabriel, Brian May, Lionel Richie, Derek Sherinian, Ludovico Einaudi, David Sylvian, Hans Zimmer y Andreas Vollenweider, entre otros.
Gasparián fue la persona de más edad en participar como artista principal en el Festival de la Canción de Eurovisión, como lo fue en Oslo en 2010.

## Discografía
- I Will Not Be Sad in This World (All Saints Records, 1989)
- Moon Shines at Night (All Saints Records)
- Ask Me No Questions (Traditional Crossroads 4268, 1996)
- Apricots From Eden (Traditional Crossroads 4276, 1996)
- The Crow, soundtrack
- Black Rock, with Michael Brook (Realworld 46230, 1998)
- Djivan Gasparyan Quartet (Libra Music 1998)
- The Siege, soundtrack (1998)
- Eden Roc (Ludovico Einaudi, 1999)
- Heavenly Duduk (Network 1999)
- Dead Bees On A Cake, David Sylvian; (track 'Darkest Dreaming')
- Cosmopoly, as guest of Andreas Vollenweider (EDEL Records, SLG Records (USA/Canada)
- Armenian Fantasies (Network 34801, 2000)
- Gladiator (2000 soundtrack)
- Fuad, with Erkan Oğur (Traditional Turkish & Armenian songs) (2001)
- Blood of the Snake, Derek Sherinian (2006) (Gaspayran appears on the track "Prelude To Battle")
- RockPaperScissors, Michael Brook (EQR 0006, 2006)(Gaspayran appears on track "Pasadena part two")
- Pangea with Lian Ensemble (Houman Pourmehdi & Piraye Pourafar), Swapan Chaudhuri and Miroslav Tadić (Lian Records 118, 2006)
- The Soul of Armenia (Network Medien’s double-CD package 2008)
- Penumbra, with Michael Brook (Canadian Rational/bigHelium, 2008)